# X-Résistance
X-Résistance est une association française, créée en 1997, qui regroupe à la fois d'anciens résistants issus de l'École polytechnique, des anciens élèves de cette école intéressés par cette période de l'histoire, ou des non-polytechniciens, liés familialement à un ancien résistant polytechnicien.

## Historique

### Premier âge (1947-1949)
Durant la Seconde Guerre mondiale, un réseau de Résistance se forme avec d'anciens élèves de l'École polytechnique : X-Libre, dirigé par Jean Chameroy,. Un groupe X-Résistance avait existé, entre 1947 et 1949, dont le président fut Henri Ziegler.

### Deuxième âge (depuis 1997)
Reformée en 1997, l'association X-Résistance a été présidée pendant neuf ans par Jacques Maillet (X31), Compagnon de la Libération, puis de 2006 à 2014 par Bernard Ésambert (X54), et depuis 2014 par Vianney Bollier (X64, et fils d'André Bollier, X38).
En 1999, l'association organise à l'École nationale des ponts et chaussées un colloque sur les polytechniciens résistants, qui donnera naissance l'année suivante à un ouvrage collectif dirigé par Marc-Olivier Baruch et Vincent Guigueno, Le Choix des X : l'École polytechnique et les polytechniciens (1939-1945).
Elle a monté une exposition Des polytechniciens dans la Résistance qui depuis 1999 sillonne divers lieux institutionnels et mémoriels en France : École polytechnique, Assemblée nationale, Centre national Jean-Moulin de Bordeaux, mairies du XIIIe et du XVIe à Paris, lycée Condorcet à Paris, Sénat, Mairie de Montpellier, Centre d'histoire de la résistance et de la déportation à Lyon, mairie de Besançon, mairie de Chamalières, Chambre de commerce de Marseille, musée de la résistance à Toulouse, à Brest, mairie de Strasbourg, etc.